# Raytheon T-1 Jayhawk
T-1 Jayhawk (англ. Raytheon T-1 Jayhawk) — двухдвигательный реактивный учебно-тренировочный самолёт, используемый для обучения курсантов ВВС США и сил самообороны ВВС Японии.

## Проектирование и разработка
T-1 Jayhawk разрабатывался как среднемагистральный двухдвигательный реактивный учебно-тренировочный самолёт для профессиональной подготовки курсантов ВВС США, специализирующихся по программам летной подготовки транспортной авиации, включая программы подготовки лётчиков самолетов-заправщиков.
Самолет также применяется для отработки и проверки навыков в технике пилотирования лётчиков строевых частей ВВС США за счет низкой себестоимости по сравнению с боевыми самолетами. Также самолет заменял устаревший самолет ВМС США Т-39 Sabreliner, использовавшийся для подготовки летчиков ВМС США.
T-1 Jayhawk имеет стреловидное крыло. Самолет Т-1А представляет собой военную версию Hawker 400. Самолет оснащен кабиной, вмещающей инструктора и двух курсантов, имеет два турбореактивных двухконтурных двигателя и способен развивать скорость М=0,78. По своим характеристикам отличается от своего коммерческого аналога рядом усовершенствований, позволяющих обеспечивать большее количество посадок за час полета, повышенной устойчивостью к попаданию птиц в воздухозаборник и наличием дополнительного подфюзеляжного топливного бака. Всего в период с 1992 по 1997 годы выпущено 180 самолетов.
Первый самолет Т-1А была поставлен на авиабазу Риз ВВС США в штате Техас в январе 1992 года. Подготовка курсантов на данном самолете началась в 1993 году. Другой вариант самолета - Т-400 (Т-400Т), был разработан для ВВС сил самообороны Японии, имеющий тот же сертификат летной годности.

## Модификации

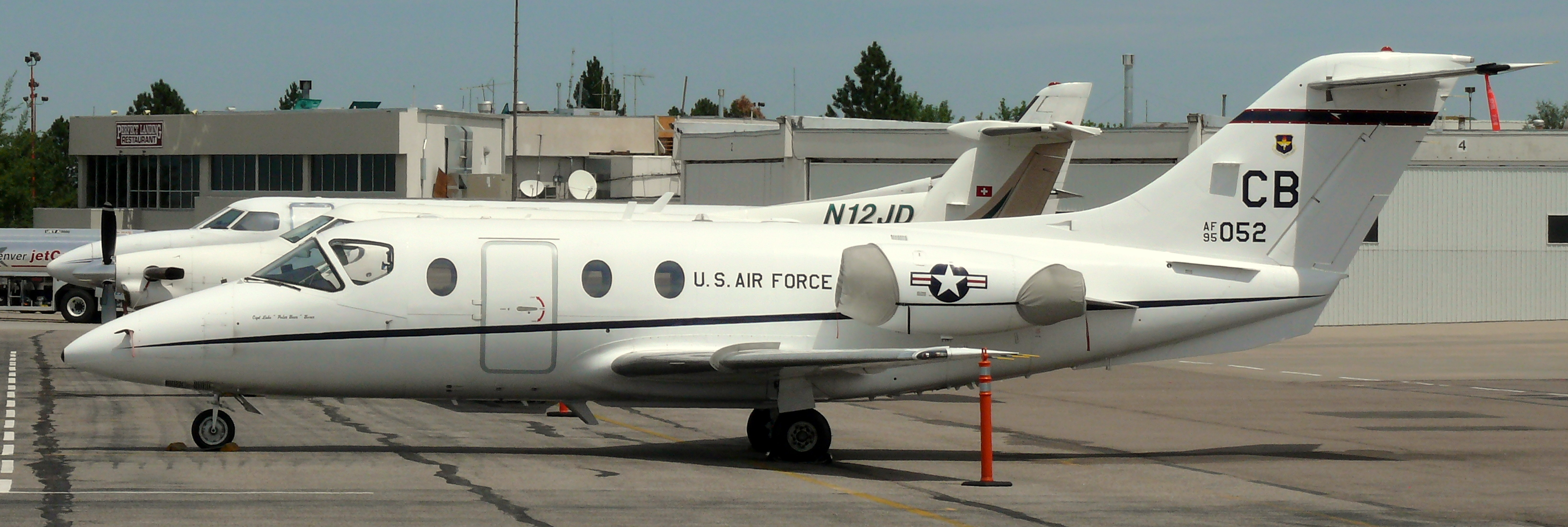
T-1A в аэропорту Сентенниал

T-1A
Модификация Hawker 400 для военных целей. Оснащен 2 ТРДД JT15D-5B, выпущено 180 шт.
T-400
Модификация Hawker 400 для ВВС сил самообороны Японии. Известен как модель 400Т, как проект ТХ. Оснащен 2 ТРДД JT15D-5F.

## Летно-технические характеристики

### Технические характеристики
- Модификация 	  T-1A

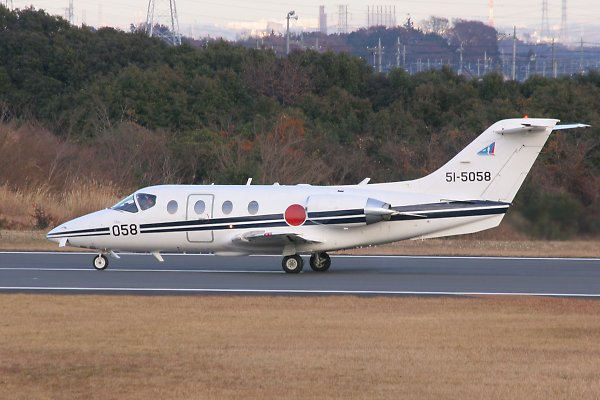
T-400 на авиабазе Ирума (Япония)

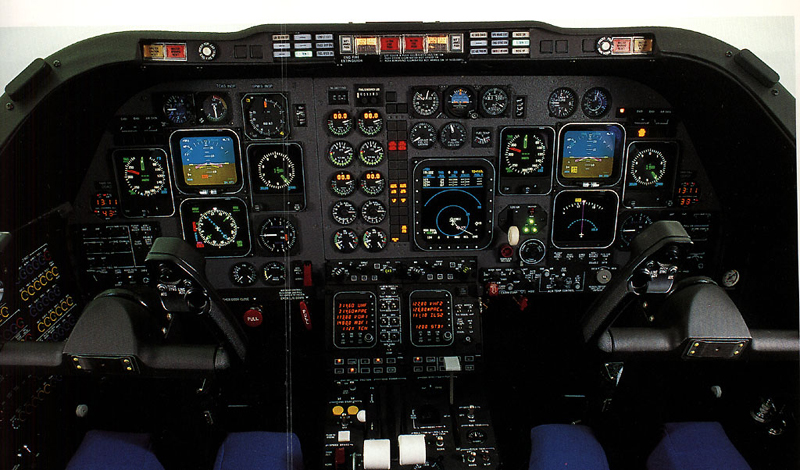
Кабина пилота

- Экипаж, чел 	  3 (инструктор и 2 курсанта)
- Вместимость, чел. 4
- Размах крыла, м 	  13,26
- Длина самолёта,м 	  14,76
- Высота самолёта,м 	  4,24
- Площадь крыла,м2 	  22,43
- Аэродинамический профиль  Mitsubishi MAC510
- Масса, кг 	 
  - пустого самолёта 	  4740
  - максимальная взлетная 	  7303
- Тип двигателя 	  ТРДД Pratt Whitney Canada JT15D
- Мощность, л,с, 	  2 × 13,2 кН (1344,9 кгс)

### Лётные характеристики
- Максимальная скорость: 867 км/ч
- Крейсерская скорость: 392 км/ч
- Скорость сваливания: 172 км/ч
- Практическая дальность: 5371 км
- Практический потолок: 12 000 м

## Состоит на вооружении
- Учебное авиационное командование ВВС США - 178 единиц[3]
- Учебное командование (Воздушные силы самообороны Японии) - 13 единиц.